# Nils-Eric Johansson
Nils-Eric Claes Johansson, detto Nisse (Stoccolma, 13 gennaio 1980), è un ex calciatore svedese, di ruolo difensore.

## Carriera

### Club
Johansson ha mosso i primi passi nel calcio nell'IFK Viksjö, squadra di un'area urbana di Järfälla, alle porte della capitale Stoccolma. Dal 1995 al 1996 ha fatto parte del vivaio del Brommapojkarna, club noto per lavorare con i giovani, mentre l'anno successivo è entrato nelle giovanili dell'AIK.
All'età di 17 anni è stato acquistato dai tedeschi del Bayern Monaco, che lo hanno impiegato principalmente nella formazione Under-19 e nella seconda squadra in Regionalliga. Nonostante ciò, lo svedese è stato impiegato anche dalla prima squadra in due occasioni. Il debutto ufficiale in Bundesliga è avvenuto il 15 maggio 1999, quando ha sostituito Thomas Linke contro il Norimberga. La seconda presenza è stata collezionata due settimane più tardi, il 29 maggio, quando è entrato in campo al posto di Lothar Matthäus nell'ultima giornata di campionato vinta 2-1 sul campo del Bayer Leverkusen.
Nell'estate del 2000, Johansson si è unito al Norimberga in 2. Bundesliga. Qui il tecnico Klaus Augenthaler lo ha sempre schierato titolare (ad eccezione di due giornate saltate per squalifica) in una linea di difesa composta anche da Marek Nikl, Tomasz Kos e Frank Wiblishauser. Con 32 presenze e 2 reti, ha contribuito al raggiungimento del primo posto in classifica e della conseguente promozione in Bundesliga. Con la maglia del Norimberga ha iniziato anche la stagione 2001-2002, giocando 8 partite fino alla fine di settembre.
Il 1º ottobre 2001 ha lasciato la Germania poiché acquistato dagli inglesi del Blackburn Rovers che hanno pagato il suo cartellino 2,7 milioni di sterline dell'epoca. Il 10 ottobre ha esordito con il nuovo club, in occasione della vittoria per 2-1 in Coppa di Lega sul Middlesbrough. Quattro giorni più tardi è sceso in campo per la prima volta in Premier League in un match in cui il Blackburn ha travolto il West Ham per 7-1. Johansson è partito titolare anche il 24 febbraio 2002, quando il Blackburn ha vinto la Coppa di Lega battendo 2-1 il Tottenham in finale. Nel corso della Premier League 2003-2004 è stato utilizzato in misura minore rispetto ai due anni precedenti. Nel 2004-2005, sotto la nuova gestione tecnica di Mark Hughes, è sceso in campo in 22 partite su 38. Lo stesso allenatore gallese ha deciso poi di non estendere il contratto di Johansson in scadenza a fine stagione.
Il difensore svedese è ripartito dal Leicester, dove è rimasto per due anni nella seconda serie inglese. Il suo unico gol in un campionato inglese lo ha segnato il 21 aprile 2007 al 90º minuto di Preston-Leicester (0-1). È stata una rete importante ai fini della permanenza delle Foxes in Championship, ha contribuito ad evitare quella che sarebbe stata la prima retrocessione in terza serie nei 123 anni di storia del club.
Il 21 maggio 2007 Johansson ha deciso di ritornare in Svezia unendosi all'AIK, squadra in cui aveva già militato a livello giovanile. Ha debuttato in Allsvenskan il 3 luglio 2007 nella vittoria casalinga per 2-0 sul Trelleborg, match in cui ha giocato come difensore centrale al fianco di Daniel Arnefjord. Il primo gol per l'AIK lo ha segnato il 5 ottobre 2008 in Halmstad-AIK (1-2). Nel 2009 l'AIK è tornato a vincere il titolo nazionale a undici anni dall'ultima volta: Johansson ha giocato 29 partite su 30, contribuendo anche con tre reti. Pochi giorni più tardi la squadra nerogialla si è aggiudicata anche la Coppa di Svezia 2009, oltre alla Supercupen 2010 conquistata all'inizio della stagione successiva. Con il ritiro di Tjernström avvenuto al termine della stagione 2012, Johansson ha ereditato definitivamente la fascia di capitano. Il 15 marzo 2016, in occasione del derby di coppa contro l'Hammarby, ha collezionato la presenza numero 300 in partite ufficiali dell'AIK, settimo giocatore nella storia del club a raggiungere quel traguardo. Nel settembre 2017 ha firmato un ulteriore rinnovo contrattuale fino al 31 dicembre 2018.
Il 18 febbraio 2018, in pieno precampionato, ha dovuto annunciare anticipatamente l'addio al calcio giocato per via del peggioramento di un'anomalia cardiaca già nota in precedenza, ma che fino a quel momento non gli aveva impedito di giocare. A fine stagione l'AIK ha conquistato il titolo nazionale, ma il nuovo capitano Henok Goitom ha fatto alzare la coppa per primo proprio a Johansson.
Nell'aprile del 2020, a poco più di due anni dall'annuncio in cui si vedeva costretto a ritirarsi, Johansson ha comunicato il suo ritorno al calcio giocato. Ha ottenuto infatti il via libera dai medici per giocare con l'IFK Vaxholm, squadra dilettantistica militante nella settima serie nazionale, con sede presso l'omonima cittadina dell'arcipelago di Stoccolma.

### Nazionale
Nel 2002 è stato convocato per la prima volta nella Nazionale maggiore dalla coppia di CT Tommy Söderberg e Lars Lagerbäck. Tra il mese di agosto e quello di novembre ha disputato tre amichevoli, rispettivamente contro Russia, Portogallo e Repubblica Ceca. Nel giugno del 2013, a quasi undici anni di distanza dall'ultima presenza, Johansson è stato richiamato in Nazionale dal CT Erik Hamrén visti i numerosi infortuni che avevano colpito la selezione gialloblu in vista delle sfide contro Austria e Fær Øer. È rimasto tuttavia in panchina in entrambe le occasioni.

## Statistiche

### Cronologia presenze e reti in Nazionale
| Cronologia completa delle presenze e delle reti in nazionale ― Svezia | Cronologia completa delle presenze e delle reti in nazionale ― Svezia | Cronologia completa delle presenze e delle reti in nazionale ― Svezia | Cronologia completa delle presenze e delle reti in nazionale ― Svezia | Cronologia completa delle presenze e delle reti in nazionale ― Svezia | Cronologia completa delle presenze e delle reti in nazionale ― Svezia | Cronologia completa delle presenze e delle reti in nazionale ― Svezia | Cronologia completa delle presenze e delle reti in nazionale ― Svezia |
| Data                                                                  | Città                                                                 | In casa                                                               | Risultato                                                             | Ospiti                                                                | Competizione                                                          | Reti                                                                  | Note                                                                  |
| --------------------------------------------------------------------- | --------------------------------------------------------------------- | --------------------------------------------------------------------- | --------------------------------------------------------------------- | --------------------------------------------------------------------- | --------------------------------------------------------------------- | --------------------------------------------------------------------- | --------------------------------------------------------------------- |
| 21-8-2002                                                             | Mosca                                                                 | Russia                                                                | 1 – 1                                                                 | Svezia                                                                | Amichevole                                                            | -                                                                     | 66’                                                                   |
| 16-10-2002                                                            | Göteborg                                                              | Svezia                                                                | 2 – 3                                                                 | Portogallo                                                            | Amichevole                                                            | -                                                                     | 46’                                                                   |
| 20-11-2002                                                            | Teplice                                                               | Rep. Ceca                                                             | 3 – 3                                                                 | Svezia                                                                | Amichevole                                                            | -                                                                     | 69’                                                                   |
| Totale                                                                |                                                                       | Presenze                                                              | 3                                                                     |                                                                       | Reti                                                                  | 0                                                                     |                                                                       |

## Palmarès

### Club
- Campionato tedesco: 1

Bayern Monaco: 1999-2000
- Coppa di Germania: 1

Bayern Monaco: 1999-2000
- Supercoppa di Germania: 1

Bayern Monaco: 2000
- Campionato tedesco di seconda divisione: 1

Norimberga: 2001
- Coppa di Lega inglese: 1

Blackburn Rovers: 2001-2002
- Campionato svedese: 1

AIK: 2009
- Coppa di Svezia: 1

AIK: 2009
- Supercoppa di Svezia: 1

AIK: 2010